# Кроссер-орбита
Кроссер-орбита — это один из шести типов орбит астероидов и КА вокруг Солнца, по отношению к планетам Солнечной системы. На данном рисунке этот тип показан справа снизу. Солнце обозначено оранжевой точкой, а толстым жёлтым кругом показана орбита планеты, ограниченная расстоянием от Солнца в перигелии и в афелии. Перигелий такого астероида находится ближе, чем перигелий планеты, а афелий соответственно дальше. В результате, при своём движении вокруг Солнца, астероид дважды пересекает орбиту планеты — при приближении к Солнцу и при удалении от него.